# 40-talet
40-talet var det femte årtiondet e.Kr. Det började 1 januari 40 e.Kr. och slutade 31 december 49 e.Kr.

## Händelser
- 40 – Kristendomen introduceras i Egypten.
- 40 – Den judiska högtiden Pesach antas av de kristna, som kallar den påsk.

## Födda
- 13 juli 40 – Gnaeus Julius Agricola, romersk statsman och militär.

## Avlidna
- 41 - Caligula, romersk kejsare.